# Diego de Pedro
Diego de Pedro Marroquí (Almoradí, 3 de febrero de 2003) es un futbolista español que juega como centrocampista en el Yeclano Deportivo de la Primera Federación.

## Trayectoria
Diego se forma en las canteras del CD San Félix y Elche CF antes de unirse al FC Cartagena el 30 de junio de 2021 para jugar en su Juvenil A. Debuta con el filial el siguiente 25 de septiembre, tras jugar los últimos 30 minutos de partido en una goleada por 4-0 frente a la UD Los Garres en Tercera División RFEF.
Anota su primer gol con el B el 12 de diciembre de 2021 al marcar el primer tanto de la victoria por 3-0 en el derbi cartaginés contra el Cartagena FC. El siguiente 28 de enero, renueva su contrato con el club hasta 2024.
Consigue debutar con el primer equipo el 8 de abril de 2022 al entrar como sustituto en la segunda mitad de Julio Buffarini en una derrota por 0-1 frente al CD Lugo en la Segunda División de España.
En la temporada 2024-25 fichó por el Yeclano Deportivode la Primera Federación.

## Clubes
Actualizado al último partido disputado el 21 de septiembre de 2024.
| Club              | País   | Año       | Partidos | Goles |
| ----------------- | ------ | --------- | -------- | ----- |
| FC Cartagena "B"  | España | 2021-204  | 78       | 4     |
| FC Cartagena      | España | 2021-2024 | 1        | 0     |
| Yeclano Deportivo | España | 2024-act. | 2        | 0     |